# Carazinho (microregio)
Carazinho is een van de 35 microregio's van de Braziliaanse deelstaat Rio Grande do Sul. Zij ligt in de mesoregio Noroeste Rio-Grandense en grenst aan de microregio's Frederico Westphalen, Três Passos, Ijuí, Cruz Alta, Não-Me-Toque en Passo Fundo. De microregio heeft een oppervlakte van ca. 4.936 km². In 2005 werd het inwoneraantal geschat op 162.174.
Achttien gemeenten behoren tot deze microregio:
- Almirante Tamandaré do Sul
- Barra Funda
- Boa Vista das Missões
- Carazinho
- Cerro Grande
- Chapada
- Coqueiros do Sul
- Jaboticaba
- Lajeado do Bugre
- Nova Boa Vista
- Novo Barreiro
- Palmeira das Missões
- Pinhal
- Sagrada Família
- Santo Antônio do Planalto
- São José das Missões
- São Pedro das Missões
- Sarandi

Mesoregio's: Centro Ocidental Rio-Grandense · Centro Oriental Rio-Grandense · Metropolitana de Porto Alegre · Nordeste Rio-Grandense · Noroeste Rio-Grandense · Sudeste Rio-Grandense · Sudoeste Rio-Grandense

Microregio's: Cachoeira do Sul · Camaquã · Campanha Central · Campanha Meridional · Campanha Ocidental · Carazinho · Caxias do Sul · Cerro Largo · Cruz Alta · Erechim · Frederico Westphalen · Gramado-Canela · Guaporé · Ijuí · Jaguarão · Lajeado-Estrela · Litoral Lagunar · Montenegro · Não-Me-Toque · Osório · Passo Fundo · Pelotas · Porto Alegre · Restinga Seca · Sananduva · Santa Cruz do Sul · Santa Maria · Santa Rosa · Santiago · Santo Ângelo · São Jerônimo · Serras de Sudeste · Soledade · Três Passos · Vacaria